# قلعه کردشت
قلعه کردشت در ساحل رود ارس و نزدیک مرز ارمنستان قرار دارد و به لحاظ تاریخی و نظامی دارای جایگاه بسیار مهمی بوده‌است، زیرا مقر اصلی مبارزه‌های عباس میرزا، ولیعهد قاجار، در دوران تجاوز روسیه تزاری به خاک ایران بوده‌است. طبق کتاب‌های تاریخی این قلعه به دستور عباس میرزا و به لحاظ موقعیت راهبردی در این منطقه بنا شده، ولی شواهد حاکی از آن است که پیش از استفاده نظامی از قلعه کردشت در دوران قاجار، این قلعه وجود داشته و قدمت بنا به سده‌های نخست اسلام منسوب است.
این قلعه به دستور عباس میرزا و توسط مهندس مسیو لامی فرانسوی طراحی و پی ریزی گردید.

## مکان قلعه
قلعه عباس‌آباد کردشت در سمت چپ جاده کردشت به خاروانا در بالای تپه ای صخره ای بنا شده‌است و در ورودی در جبهه شمالی آن است. در ارتفاعات قلعه دیواره‌ها از جنس سنگ و آجر ساخته شده‌است و ۶ برج نگهبانی به فاصله تقریباً یکصد متر از یکدیگر وجود داشته هم‌اکنون قسمتی از این برج‌ها پابرجاست.

## عهد نامه ترکمنچای
وقتی در سال ۱۲۴۳ قمری (۱۸۴۱ میلادی) سپاهیان روس از رود ارس عبور کرده و جلفا، نخجوان، مرند و اصلاندوز را تصرف کرده و به سوی تبریز روانه شدند، قلعه کردشت نیز به دست قوای دشمن سقوط کرد. این قلعه علی‌رغم اینکه در ساحل جنوبی ارس قرار دارد مطابق فصل چهارم عهدنامه ترکمنچای به روسیه واگذار شده بود.  پس از قرارداد ۲۸ می ۱۸۹۳ (۷ خرداد ۱۲۷۲) ایران و روسیه که به موجب آن روستای فیروزه با دو قطعه زمین به نامهای حصار و قلعه عباس آباد که در تصرف روسیه بود تعویض گردید. و به تدریج با تخلیه قوای روسی، قلعه مزبور مورد انهدام و ویرانی قرار گرفت و قسمتی از تأسیسات آن به غارت رفت. در اواخر دوره قاجار و اوایل حکومت پهلوی این قلعه خاصیت نظامی خود را از دست داد.
با این وجود قلعه اکنون جز کشور ایران است.

## نگارخانه

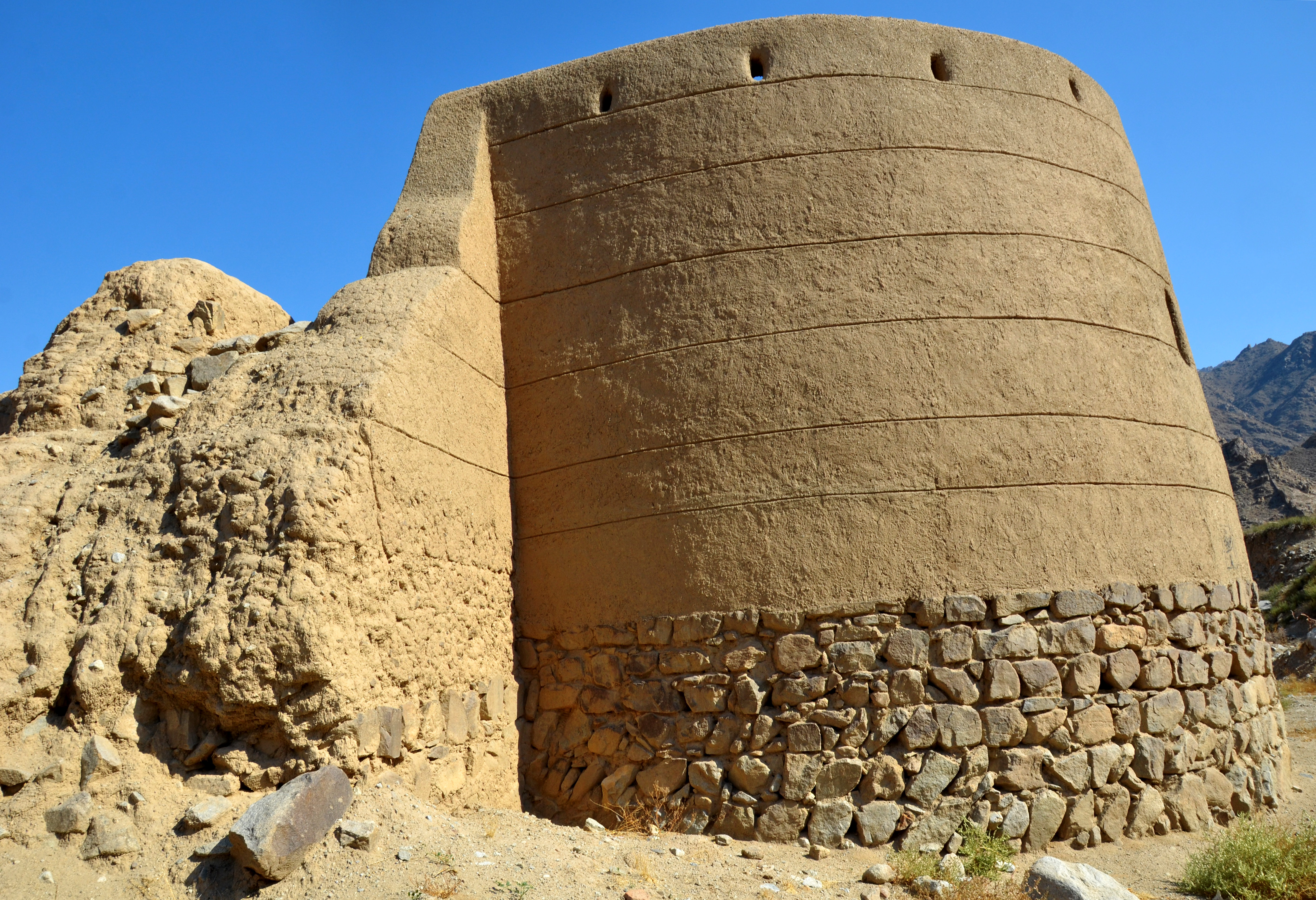
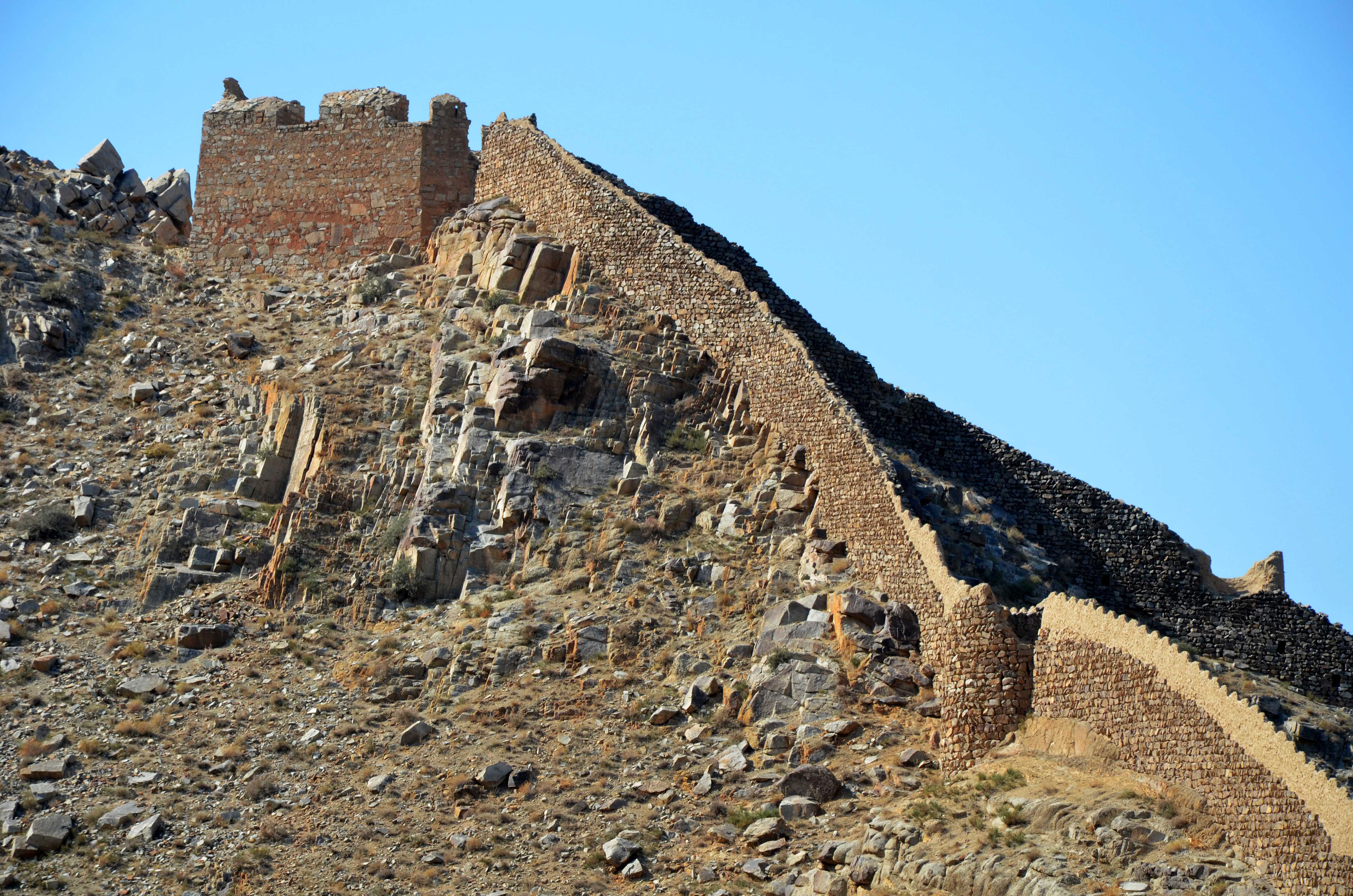
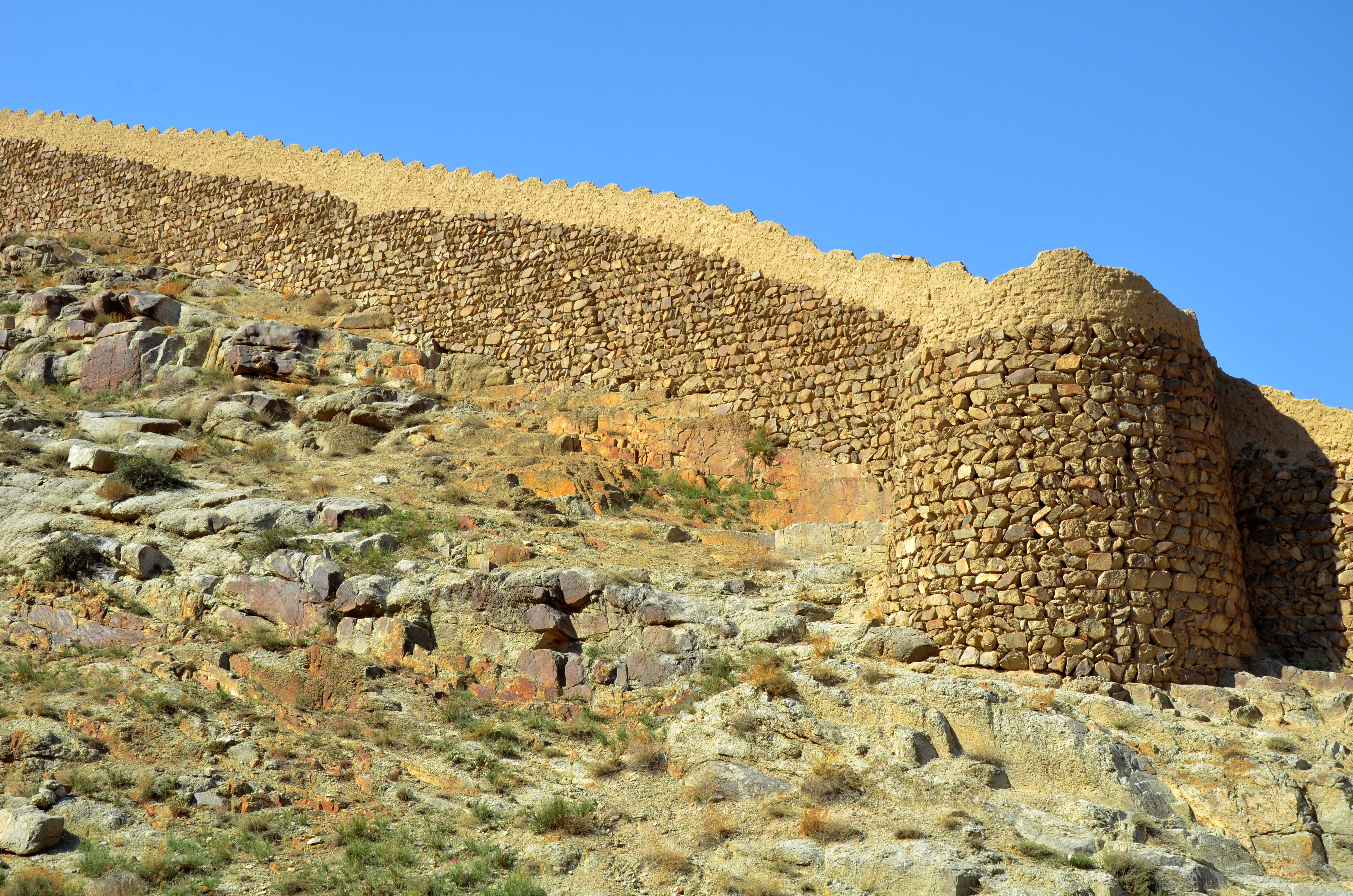
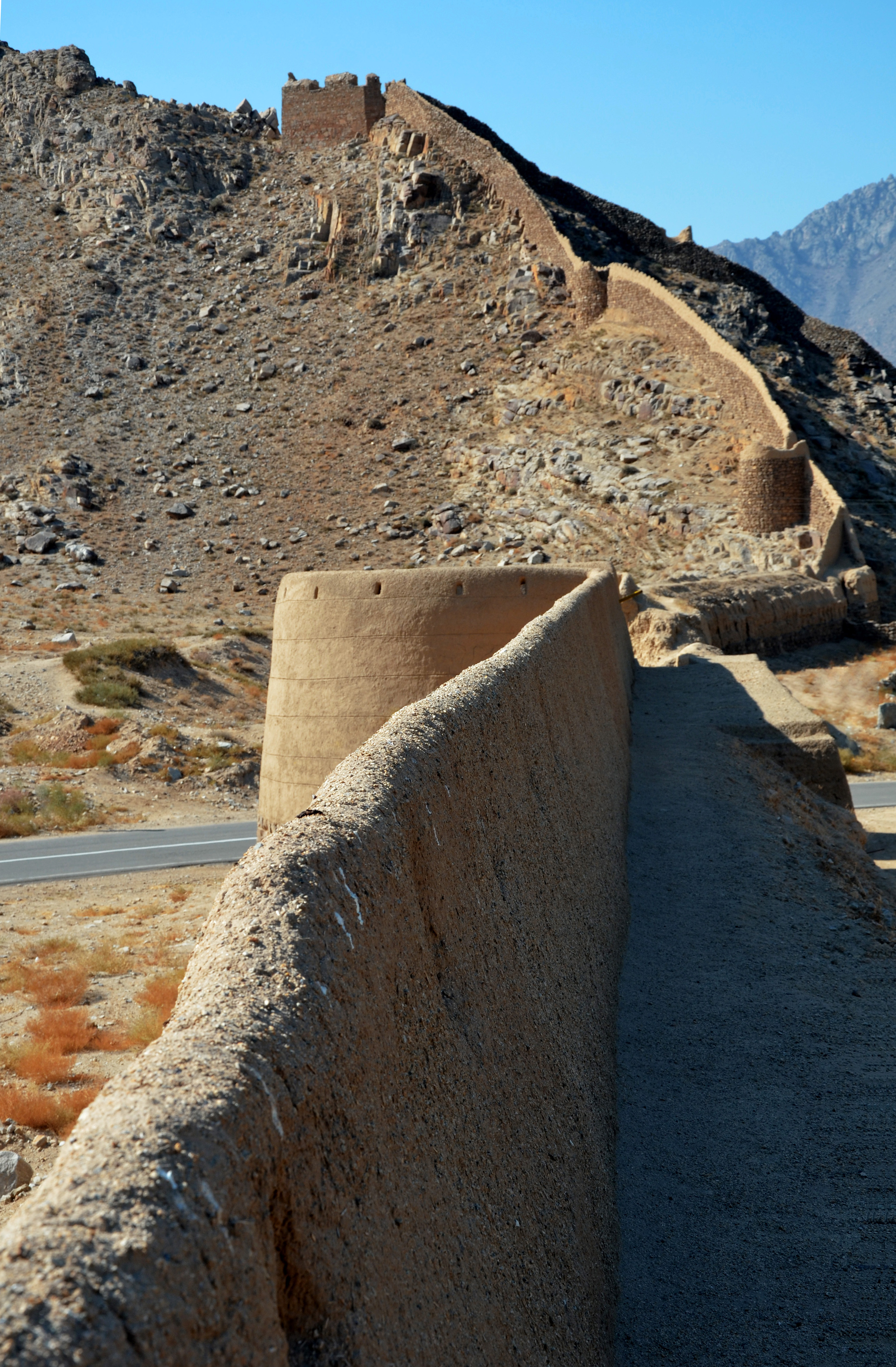